# کلات (شهرستان بازارقرغون)
کلات (به لاتین: Kolot) یک عوارض جغرافیایی در قرقیزستان است که در شهرستان بازارقرغون واقع شده‌است. کلات ۲٬۰۴۹ نفر جمعیت دارد و ۶۸۴ متر بالاتر از سطح دریا واقع شده‌است.